# Herman A. Blumenthal
Herman Allen Blumenthal (* 21. Mai 1916; † 30. März 1986 in Los Angeles, Kalifornien) war ein US-amerikanischer Artdirector und Szenenbildner, der zweimal den Oscar für das beste Szenenbild gewonnen hatte und ein weiteres Mal für den Oscar in dieser Kategorie nominiert war.

## Leben
Blumenthal begann seine Tätigkeit als Artdirector und Szenenbildner in der Filmwirtschaft Hollywoods 1955 bei der Fernsehserie The 20th Century-Fox Hour und wirkte bis 1981 an der Herstellung von rund vierzig Filmen und Fernsehserien mit.
Bei der Oscarverleihung 1960 war er mit Lyle R. Wheeler, Franz Bachelin, Walter M. Scott und Joseph Kish für den Oscar für das beste Szenenbild in dem Farbfilm Die Reise zum Mittelpunkt der Erde (1959) nominiert, den Regisseur Henry Levin mit James Mason, Pat Boone und Arlene Dahl nach dem gleichnamigen Roman von Jules Verne inszenierte.
1964 gewann er zusammen mit John DeCuir, Jack Martin Smith, Hilyard M. Brown, Elven Webb, Maurice Pelling, Boris Juraga, Walter M. Scott, Paul S. Fox und Ray Moyer den Oscar für das beste Szenenbild in einem Farbfilm, und zwar für den Monumentalfilm Cleopatra (1963) von Joseph L. Mankiewicz mit Elizabeth Taylor, Richard Burton und Rex Harrison in den Hauptrollen.
Seinen zweiten Oscar für das beste Szenenbild gewann er gemeinsam mit DeCuir, Smith, Scott, George James Hopkins und Raphael Bretton 1970 für den Musicalfilm Hello, Dolly! (1969) von Gene Kelly mit Barbra Streisand, Walter Matthau und Michael Crawford.

## Filmografie (Auswahl)
- 1955: The 20th Century-Fox Hour (Fernsehserie)
- 1957: Eva mit den drei Gesichtern
- 1960: High Time
- 1963: Cleopatra
- 1965: Morituri
- 1969: Hello, Dolly!
- 1972: Is’ was, Doc?
- 1973: Westworld
- 1976: Zwei Minuten Warnung
- 1978: Der Clan (The Betsy)
- 1980: Die Formel (The Formula)
- 1981: Zorro mit der heißen Klinge (Zorro, the gay Blade)

## Auszeichnungen
- 1964: Oscar für das beste Szenenbild in einem Farbfilm
- 1970: Oscar für das beste Szenenbild